# Edipo (Voltaire)
Edipo (Œdipe, en francés) es una obra de teatro de Voltaire, que se representó en 1718, de un valor literario bastante relativo, ya que simplemente retoma el mito de Edipo, sin añadir nada que pueda considerarse realmente nuevo, y cuyo mayor valor es que trata de recuperar la sencillez griega. Se centra principalmente en el amor de Edipo hacia Yocasta.

## Contexto
Voltaire fue enviado a la Bastilla en mayo del 1717 por hacer alusión al libertinaje sexual de María Luisa Isabel de Orleans, duquesa de Berry. Declaró en presencia de un informante de la policía que la hija mayor del regente, hallándose encinta, se había retirado a su castillo de la Muette hasta que su embarazo ilegítimo llegase a término. Durante su encarcelamiento, Voltaire completó su obra de Edipo, que se estrenó el 18 de noviembre de 1718 en la Comédie-Française. El regente Felipe II de Orleans estuvo presente en el estreno y felicitó a Voltaire por su éxito.
Se rumoreaba que la duquesa de Berry se había quedado otra vez embarazada. La tragedia de Edipo gira sobre el incesto de los poderosos; el público entendió que el personaje de Edipo aludía al regente y el de Yocasta a la duquesa de Berry. Esta princesa también estuvo presente en el estreno, entrando al teatro escoltada por las damas de su corte y su guardia personal. Su visible estado de gravidez inspiró comentarios picantes entre los espectadores sobre los supuestos amores incestuosos de la «fecunda Berry» con su padre, y por lo tanto contribuyó al éxito público de la tragedia, que marcó el principio de la carrera teatral del autor, quizás la faceta en la que menos se le destaca hoy en día.
El 11 de febrero de 1719, la duquesa de Berry asistió a otra representación de Edipo, en honor a su sobrino Luis XV, en el palacio del Louvre. Estaba sentada al lado del niño rey. El suntuoso vestido a la francesa de la princesa no lograba disimular su avanzado embarazo, y fue castigada por este descarado desafío a la moral pública. La sala estaba llenísima y, afectada por el calor, la duquesa de Berry se sintió mal y se desmayó cuando alguna alusión teatral a la maternidad incestuosa de Yocasta fue muy aplaudida por el público. Malas lenguas rumorearon de repente que «la Berry-Yocasta» iba dar a luz a Eteocles en medio de la actuación, pero se abrió una ventana y la joven embarazada se recuperó de su desmayo. A pesar del avance de su escandaloso embarazo, la duquesa de Berry acudió en cinco ocasiones a ver representaciones de Edipo. Se dice que la fecunda princesa se sentía atraída por la belleza de Quinault-Dufresne, que interpretaba el papel de Edipo en la obra, lo que la llevó a desafiar a la opinión pública para poder admirar el físico del actor.